# Cải đạo cưỡng bức
Cải đạo cưỡng bức là việc theo một tôn giáo khác hoặc không tôn giáo dưới sự cưỡng bức. Một số người đã bị buộc phải chuyển đổi tôn giáo có thể tiếp tục, một cách âm thầm, đi theo tôn giáo và thực hành cũ, trong khi bên ngoài hành xử như một người đã chuyển đổi. Crypto-Jews, crypto-Christianian, crypto-Hồi giáo và crypto-Pagan là những ví dụ lịch sử của việc cải đạo giả vờ như vậy.

## Tôn giáo và quyền lực
Nhìn chung, các nhà nhân chủng học đã chỉ ra rằng mối quan hệ giữa tôn giáo và chính trị rất phức tạp, đặc biệt là khi nhìn qua sự mở rộng của lịch sử loài người. Trong khi các nhà lãnh đạo tôn giáo và nhà nước nói chung có các mục tiêu khác nhau, cả hai đều quan tâm đến quyền lực và trật tự; cả hai sử dụng lý trí và cảm xúc để thúc đẩy hành vi. Trong suốt lịch sử, các nhà lãnh đạo của các tổ chức tôn giáo và chính trị đã hợp tác, chống lại nhau hoặc cố gắng đồng ý với nhau, vì mục đích cả cao cả, và đã thực hiện các chương trình với nhiều giá trị, từ lòng từ bi nhằm giảm bớt hiện tại đau khổ trước sự thay đổi tàn bạo nhằm đạt được các mục tiêu dài hạn hơn, vì lợi ích của các nhóm khác nhau, từ các nhóm nhỏ cho đến toàn nhân loại. Các mối quan hệ là rất phức tạp. Nhưng tôn giáo thường được sử dụng một cách cưỡng chế, và đã từng sử dụng sự ép buộc nhằm cải đạo.

## Kitô giáo
Kitô giáo là một tôn giáo thiểu số trong phần lớn thời kỳ cổ điển La Mã giữa, và các Kitô hữu sơ khai đã bị đàn áp trong thời gian đó. Khi Constantine I chuyển đổi sang Cơ đốc giáo, nó đã trở thành tôn giáo thống trị trong Đế chế La Mã. Dưới triều đại Constantine I, những kẻ dị giáo Kitô giáo đã bị đàn áp; bắt đầu từ cuối thế kỷ thứ 4, các tôn giáo ngoại giáo cổ đại cũng bị đàn áp tích cực. Theo quan điểm của nhiều nhà sử học, sự thay đổi của Constantine đã biến Kitô giáo từ một tôn giáo bị đàn áp thành một tôn giáo có khả năng đàn áp và đôi khi rất nhiệt tình bức hại các tôn giáo khác.